# Любка (притока Стиру)
Лю́бка — річка в Україні, у межах Ківерцівського та Маневицького районів Волинської області. Права притока Стиру (басейн Прип'яті).

## Опис
Довжина річки 14 км. Річка типово рівнинна. Річище слабо звивисте, місцями випрямлене і каналізоване. Заплава двостороння, місцями заболочена. 

## Розташування
Витоки розташовані на схід від села Тростянець. Річка тече в межах Поліської низовини переважно на північний захід, у пониззі — на північ. Впадає до Стиру на північ від села Четвертня. 
Над річкою розташовані села: Тростянець, Лички, Острів, Четвертня, Хопнів. 
Притоки: невеликі потічки та меліоративні канали.